# Eduard Moritz von Flies
Eduard Moritz Flies, depuis 1864 von Flies (né le 25 août 1802 à Charlottenbourg et mort le 10 décembre 1886 à Wiesbaden) est un lieutenant général prussien.

## Biographie

### Origine
Eduard Moritz est le fils de Heinrich Flies (mort en 1842 à Freienwalde) et de sa femme Luise, née Wolff. Son père est Premierleutnant.

### Carrière militaire
En 1820, Flies s'engage comme hussard dans le 3e régiment de hussards de l'armée prussienne Le 13 novembre 1824, il devient sous-lieutenant et, en tant que tel, est commandé à l'escadron d'instruction en 1829/30. À partir de 1834, Flies servit comme adjudant de régiment, devint  premier lieutenant en mai 1838 et chef d'escadron avec sa promotion au grade de Rittmeister le 24 mai 1841. En tant que major, Flies reçut le 8 janvier 1857 le commandement du 2e régiment de hussards du Corps et devint à ce poste lieutenant-colonel le 9 avril 1857 et colonel le 31 mai 1859. En tant que tel, il fut peu après mis à la suite du régiment le 20 juin, chargé du commandement de la 6e brigade de cavalerie et finalement nommé commandant de cette brigade le 12 mai 1860. Pour ses prestations dans le commandement des troupes, Flies reçoit le 18 octobre 1861 l'ordre de l'Aigle rouge de 2e classe avec feuilles de chêne et le 22 septembre 1863 l'ordre de la Couronne de 2e classe. Avec sa brigade, Flies participe à la guerre contre le Danemark en 1864. Le roi Guillaume Ier rend hommage à ses services le 18 juin 1864 en l'anoblissant.En outre, il l'a promu au grade de major général le 25 juin 1864. Le 21 août 1864, les alliés autrichiens décorent Flies de la croix de commandeur de l'ordre de Léopold avec décoration de guerre. Après la paix de Vienne, Flies reste dans le Schleswig-Holstein comme commandant d'une brigade de cavalerie combinée.
Pendant la guerre austro-prussienne de 1866, Flies est d'abord chef de la brigade de cavalerie combinée de l'armée du Main. C'est là qu'il reçoit du général Manteuffel l'ordre de conduire son unité, composée de cinq bataillons avec 8150 hommes ainsi que 225 cavaliers et 22 pièces d'artillerie, vers Gotha via Magdebourg et Halle. Il doit ainsi poursuivre les Hanovriens (de) qui se retirent et leur barrer la route de la retraite. Malgré la nette infériorité de sa troupe, Flies ordonne l'attaque le 27 juin 1866 à Langensalza. Flies est victime d'un malaise pendant les combats et perd près d'un cinquième de sa troupe. La bataille s'est certes terminée par une victoire des Hanovriens, mais ils sont à ce moment-là encerclés par les troupes prussiennes et ne sont plus en mesure de continuer à se battre en raison de la situation d'approvisionnement.
Flies est alors nommé le 11 juillet 1866 commandant de la division formée à partir des troupes des Duchés de l'Elbe pour la durée de la relation mobile[Quoi ?]. Une fois la guerre terminée, il est nommé commandant d'Altona le 15 septembre 1866. Flies est relevé de cette fonction le 7 janvier 1868 et mis à disposition avec pension et attribution de l'ordre de l'Aigle rouge de 1re classe avec feuilles de chêne et épées sur l'anneau.
En plus de sa pension, il reçoit une allocation annuelle de 500 thalers à partir du 2 février 1870.

### Famille
Flies se marie le 27 septembre 1832 à Düben avec Therese von Schönfeld (née le 27 avril 1811 à Grimma et mort le 13 mai 1882 à Wiesbaden). De leur mariage est née leur fille Lucie Luise Therese (née le 11 janvier 1834 à Düben). Elle épouse le 18 décembre 1873 le lieutenant-colonel et directeur de la poste Otto von Wichmann.